# Pievigina Calcio 1984-1985
Questa voce raccoglie le informazioni riguardanti il Pievigina Calcio nelle competizioni ufficiali della stagione 1984-1985.

## Rosa
| N. |                   | Ruolo | Calciatore          |
| -- | ----------------- | ----- | ------------------- |
|    | Italia (bandiera) | C     | Andrea Bergamo      |
|    | Italia (bandiera) | C     | Gianfranco Borgato  |
|    | Italia (bandiera) | C     | Giampiero Bortolato |
|    | Italia (bandiera) | D     | Pietro Breda        |
|    | Italia (bandiera) | C     | Antonio Brunetta    |
|    | Italia (bandiera) | A     | Gianni Celin        |
|    | Italia (bandiera) | P     | Renato Da Ros       |
|    | Italia (bandiera) | P     | Massimo Devido      |

| N. |                   | Ruolo | Calciatore          |
| -- | ----------------- | ----- | ------------------- |
|    | Italia (bandiera) | D     | Claudio Di Spirito  |
|    | Italia (bandiera) | A     | Silvano Dorigo      |
|    | Italia (bandiera) | A     | Bruno Gava          |
|    | Italia (bandiera) | C     | Giancarlo Lucchetta |
|    | Italia (bandiera) | C     | Antonio Maset       |
|    | Italia (bandiera) | D     | Fabio Olivotto      |
|    | Italia (bandiera) | C     | Claudio Pozzobon    |
|    | Italia (bandiera) | C     | Francesco Rossi     |